# Academics
Die academics GmbH ist ein deutsches Unternehmen mit Sitz in Hamburg, das als Jobportal und Karriereberatung im Bereich Wissenschaft, Forschung, Öffentliches und Gesellschaft fungiert. Das Unternehmen wurde im Jahr 2005 als Tochtergesellschaft des Zeitverlags und des Deutschen Hochschulverbandes gegründet und betreibt ein gleichnamiges Karriereportal, das Akademikern und Akademikerinnen Unterstützung bei der Karriereplanung bietet. Neben Stellenanzeigen umfasst das Angebot Ratgeber zu Karrierethemen, Gehaltsstrukturen und Fördermöglichkeiten.

## Unternehmensgeschichte
Die academics GmbH wurde 2005 gegründet und ist eine gemeinsame Initiative des Zeitverlags, der für die Wochenzeitung Die Zeit bekannt ist, sowie des Deutschen Hochschulverbandes, gemeinsam mit seiner Zeitschrift Forschung und Lehre. Ziel der Gründung war es, eine spezialisierte Plattform für Karriereplanung und Stellenanzeigen im akademischen Bereich zu schaffen. Durch diese Kooperation profitiert academics von der Expertise beider Partner, insbesondere von der etablierten Reichweite und dem Renommee des Zeitverlags im deutschsprachigen Raum.

## Geschäftsführung
Die Geschäftsführung der academics GmbH besteht aus Dirk Mussenbrock, Hanna Proner und Enrique Tarragona.

## Dienstleistungen
Das Angebot von academics deckt ein breites Spektrum an Dienstleistungen ab, die speziell für Akademiker und Akademikerinnen konzipiert wurden:

### Stellenanzeigen
academics bietet eine der größten Plattformen für akademische und wissenschaftliche Stellen in Deutschland. Zudem werden auch Jobs aus dem öffentlichen Dienst sowie von Stiftungen, Verbänden, NGOs und NPOs ausgeschrieben.

### Job-Mails
Nutzer und Nutzerinnen können personalisierte Stellenangebote per E-Mail abonnieren, die auf ihre Qualifikationen und Interessen zugeschnitten sind. Diese Funktion soll ein zielgerichtetes Angebot von Jobs ermöglichen.

### Karriereratgeber
Die Plattform stellt Bewerbungsleitfäden, Gehaltstabellen und Orientierungshilfen zur Verfügung. Zudem gibt es Informationen zu Forschungsförderungen, internationalen Karrieremöglichkeiten, Arbeitsmarkttrends und der Arbeit im öffentlichen Dienst oder in NGOs und NPOs.

### Arbeitgeberprofile
In der Rubrik Arbeitgeber stellen sich verschiedene Arbeitgeber aus den Bereichen Wissenschaft, Forschung, Öffentliches und Gesellschaft vor. Neben Standorten, Fachbereichen, Benefits und einem Steckbrief sind auch aktuelle Jobs aufgeführt.

### Online-Seminare
Es werden regelmäßig kostenlose Online-Seminare zu Karrierethemen wie Bewerbung, Jobsuche und Promotion angeboten.

### Promotions-Test
In Zusammenarbeit mit dem Psychologischen Institut der Ruprecht-Karls-Universität Heidelberg wurde ein Promotions-Test entwickelt. Dieser Test kann Nutzern und Nutzerinnen einen ersten Anhaltspunkt dazu liefern, inwiefern sie über promotionsrelevante Eigenschaften und Qualifikationen verfügen. Zudem gibt der Test Aufschluss darüber, welche Promotionsart aufgrund der getroffenen Angaben zu empfehlen wäre.

## Nachwuchspreis
Der academics-Nachwuchspreis ehrt jährlich junge Wissenschaftler und Wissenschaftlerinnen, die durch herausragendes Engagement Wissenschaft und Forschung nachhaltig positiv beeinflussen. Er wird seit 2007 einmal jährlich mit Unterstützung der Zeit Verlagsgruppe auf der Gala der Deutschen Wissenschaft des Deutschen Hochschulverbandes vergeben.
| Jahr | Gewinnerin                 |
| ---- | -------------------------- |
| 2024 | Steffen Schneider          |
| 2023 | Carolin Victoria Schneider |
| 2022 | Lara Urban                 |
| 2021 | Philip Willke              |
| 2020 | Hanjo Hamann               |
| 2019 | Andreas Vogelsang          |
| 2018 | Ricarda Winkelmann         |
| 2017 | Robert Weidner             |
| 2016 | Michael Saliba             |
| 2015 | Jessica Burgner-Kahrs      |
| 2014 | Kálmán Graffi              |
| 2013 | Walid Maalej               |
| 2012 | Ingo Barth                 |
| 2011 | Moritz Riede               |
| 2010 | Monika Golas               |
| 2009 | Julia Heidemann            |
| 2008 | Christoph Kleinschnitz     |
| 2007 | Klaus Wehrle               |

## Marktstellung
Durch ihre Spezialisierung hat die academics GmbH eine führende Position im Bereich des akademischen Stellenmarktes im deutschsprachigen Raum erreicht. Die Plattform wird gleichermaßen von Hochschulen, außeruniversitären Forschungseinrichtungen und forschungsnahen Unternehmen genutzt. Ihre Reichweite wird durch die Partnerschaft mit dem Zeitverlag und den Zugang zu dessen Medienkanälen weiter gestärkt.

## Webpräsenz und internationale Ausrichtung
academics betreibt die Webseiten academics.de für den deutschsprachigen Raum und academics.com für ein internationales Publikum. Beide Plattformen bieten nicht nur Stellenangebote, sondern auch Orientierung und Hilfestellung bei der Karrieregestaltung, die speziell auf die Bedürfnisse von Akademikern und Akademikerinnen zugeschnitten sind.